# 카날역
카날역(스페인어: Canal)은 마드리드 지하철의 환승역이다. 마드리드 지하철 2호선과 7호선이 지난다. 마드리드 참베리 구의 브라보 무리요 거리와 호세 아바스칼 거리가 만나는 교차로 지하에 자리잡고 있다. 요금구역상으로는 A구역에 속한다.

## 역사
1998년 10월 16일 7호선의 연장구간 개통과 함께 2호선 승강장과 7호선 승강장이 동시에 문을 열었다. 7호선 승강장은 한때 7호선의 시종착역이었으나 1999년 2월 아베니다 데 라 일루스트라시온 역까지 연장되면서 일반역으로 전환되었다. 시각장애인을 위한 안내체계 도입을 위한 시범운영역으로 지정되어 있다.
역내에는 책방이 있다.

## 환승 정보
역 주변에 시내버스 정류장이 두 곳이 있으며, 주간 버스노선인 3, 12, 37, 149번 노선과 야간노선인 N23번 노선이 다닌다.
| 마드리드 지하철                  | 마드리드 지하철       | 마드리드 지하철            |
| -------------------------------- | --------------------- | -------------------------- |
| 케베도 라스 로사스               | 마드리드 지하철 2호선 | 콰트로 카미노스            |
| 알론소 카노 오스피탈 델 에나레스 | 마드리드 지하철 7호선 | 이슬라스 필리피나스 피티스 |